# Definitive Collection (album, ELO)
Definitive Collection je dvojni kompilacijski album skupine Electric Light Orchestra (ELO), ki je izšel 13. aprila 1999. Album vsebuje nekatere albumske verzije skladb, druge pa so bile nekoliko prirejene.

## Kompilacija
Album vsebuje drugačne verzije skladb, kot sicer. »Can't Get It Out of My Head« vsebuje kratek del skladbe »Eldorado Overture«, »Livin' Thing« je povezana s skladbo »Above the Clouds«, ki sicer na albumu ni označena, »So Fine« se nadaljuje v skladbo »Rockaria!«, »Turn to Stone« ne vsebuje popolnega pojemka sintetizatorjev in kitar, pri skladbi »Mr. Blue Sky« je izpuščen začetni del uglaševanja radia, »Prologue« se nadaljuje v »Twilight«, konec »Twilighta« pa je spojen z začetkom »Rock 'n' Roll Is King«, »Secret Messages« pa se začne takoj pri besedilu.

## Naslovnica
Naslovnica albuma vsebuje kolaž številnih naslovnic skupine ELO, med njimi Face the Music, A New World Record, Out of the Blue, eno sliko iz knjižice albuma Balance of Power ter naslovnico albuma Secret Messages.

## Seznam skladb

### Disk 1
Vse pesmi je napisal in uglasbil Jeff Lynne.
| Št. | Naslov                                                          | Z albuma                               | Dolžina |
| --- | --------------------------------------------------------------- | -------------------------------------- | ------- |
| 1.  | „Showdown‟                                                      | ameriška izdaja On the Third Day, 1973 | 4:11    |
| 2.  | „Eldorado Overture‟                                             | Eldorado, 1974                         | 2:12    |
| 3.  | „Can't Get It Out of My Head‟                                   | Eldorado                               | 4:24    |
| 4.  | „Evil Woman‟                                                    | Face the Music, 1975                   | 4:17    |
| 5.  | „Strange Magic‟                                                 | Face the Music                         | 4:29    |
| 6.  | „Livin' Thing«/»Above the Clouds‟ (Označena kot »Livin' Thing«) | A New World Record, 1976               | 5:50    |
| 7.  | „So Fine‟                                                       | A New World Record                     | 3:55    |
| 8.  | „Rockaria!‟                                                     | A New World Record                     | 3:14    |
| 9.  | „Sweet Talkin' Woman‟                                           | Out of the Blue, 1977                  | 3:47    |
| 10. | „Turn to Stone‟                                                 | Out of the Blue                        | 3:47    |
| 11. | „Mr. Blue Sky‟                                                  | Out of the Blue                        | 5:04    |
| 12. | „Don't Bring Me Down‟                                           | Discovery, 1979                        | 4:02    |
| 13. | „Shine a Little Love‟                                           | Discovery                              | 4:40    |
| 14. | „The Diary of Horace Wimp‟                                      | Discovery                              | 4:17    |
| 15. | „All Over the World‟                                            | Xanadu, 1980                           | 4:03    |
| 16. | „Twilight‟                                                      | Time, 1981                             | 3:47    |
| 17. | „Rock 'n' Roll Is King‟                                         | Secret Messages, 1983                  | 3:37    |
| 18. | „Hold on Tight‟                                                 | Time                                   | 3:04    |
| 19. | „Secret Messages‟                                               | Secret Messages                        | 4:32    |

### Disk 2
Vse pesmi je napisal in uglasbil Jeff Lynne, razen »Roll Over Beethoven«, Chuck Berry.
| Št. | Naslov                     | Z albuma                           | Dolžina |
| --- | -------------------------- | ---------------------------------- | ------- |
| 1.  | „10538 Overture‟           | The Electric Light Orchestra, 1971 | 5:30    |
| 2.  | „Roll Over Beethoven‟      | ELO 2, 1973                        | 4:34    |
| 3.  | „Poor Boy (The Greenwood)‟ | Eldorado, 1974                     | 3:00    |
| 4.  | „Telephone Line‟           | A New World Record, 1976           | 4:42    |
| 5.  | „Last Train to London‟     | Discovery, 1979                    | 4:34    |
| 6.  | „I'm Alive‟                | Xanadu, 1980                       | 3:46    |
| 7.  | „Here Is the News‟         | Time, 1981                         | 3:49    |
| 8.  | „Calling America‟          | Balance of Power, 1986             | 3:28    |

## Glasbeniki
- Jeff Lynne – solo vokali, kitare
- Richard Tandy – klaviature
- Bev Bevan – bobni, tolkala
- Kelly Groucutt – spremljevalni vokali, bas kitara (CD 1: 3–18; CD 2: 4–7)
- Mik Kaminski – violina (CD 1: 1–14, 17; CD 2: 3–4)
- Melvyn Gale – čelo (CD 1: 4–14; CD 2: 4)
- Hugh McDowell – čelo (CD 1: 4–14; CD 2: 3–4)
- Mike de Albuquerque – bas kitara, spremljevalni vokali (CD 1: 1–3; CD 2: 1–3)
- Mike Edwards – čelo (CD 1: 1–3; CD 2: 1–3)
- Wilfred Gibson – violina (CD 1: 1; CD 2: 1, 2)
- Roy Wood – čelo, bas kitara, spremljevalni vokali (CD 2: 1)
- Colin Walker – čelo (CD 1: 1; CD 2: 1, 2)